# Agnieszka Komicz-Muszyńska
Agnieszka Komicz-Muszyńska (ur. 13 czerwca 1987) – polska działaczka ewangelicka, prezes Konsystorza Kościoła Ewangelicko-Reformowanego w RP.

## Życiorys
W styczniu 2015 jako prezes Klubu Sportowego TEAM Stare Miasto została laureatką nagrody powiatu konińskiego za działalność społeczną.
16 października 2023 została wprowadzona w urząd diakona Parafii Ewangelicko-Reformowanej w Żychlinie. Zaangażowana była między innymi w powstanie „Ogród Życia” w Żychlinie. Jest także prezesem Kolegium Kościelnego Parafii Ewangelicko-Reformowanej w Żychlinie.
24 maja 2025 została wybrana i wprowadzona w urząd prezesa Konsystorza Kościoła Ewangelicko-Reformowanego w RPw kadencji 2025-2028.
Jest członkiem zarządu Stowarzyszenia Pamiętnik z Żychlina.